# Massalia (traghetto)
Il Massalia è un traghetto appartenente alla compagnia di navigazione La Méridionale.

## Servizio
Varato il 5 ottobre 1991 nei cantieri navali finlandesi Kvaerner Masa-Yard di Turku con il nome di Normandie e consegnato il 5 maggio 1992 alla Brittany Ferries, viene battezzato il 14 maggio a Rotterdam e successivamente impiegato dal 16 al 17 maggio in una minicrociera con partenza da Portsmouth, entrando in linea il 18 maggio sulla Caen-Portsmouth.

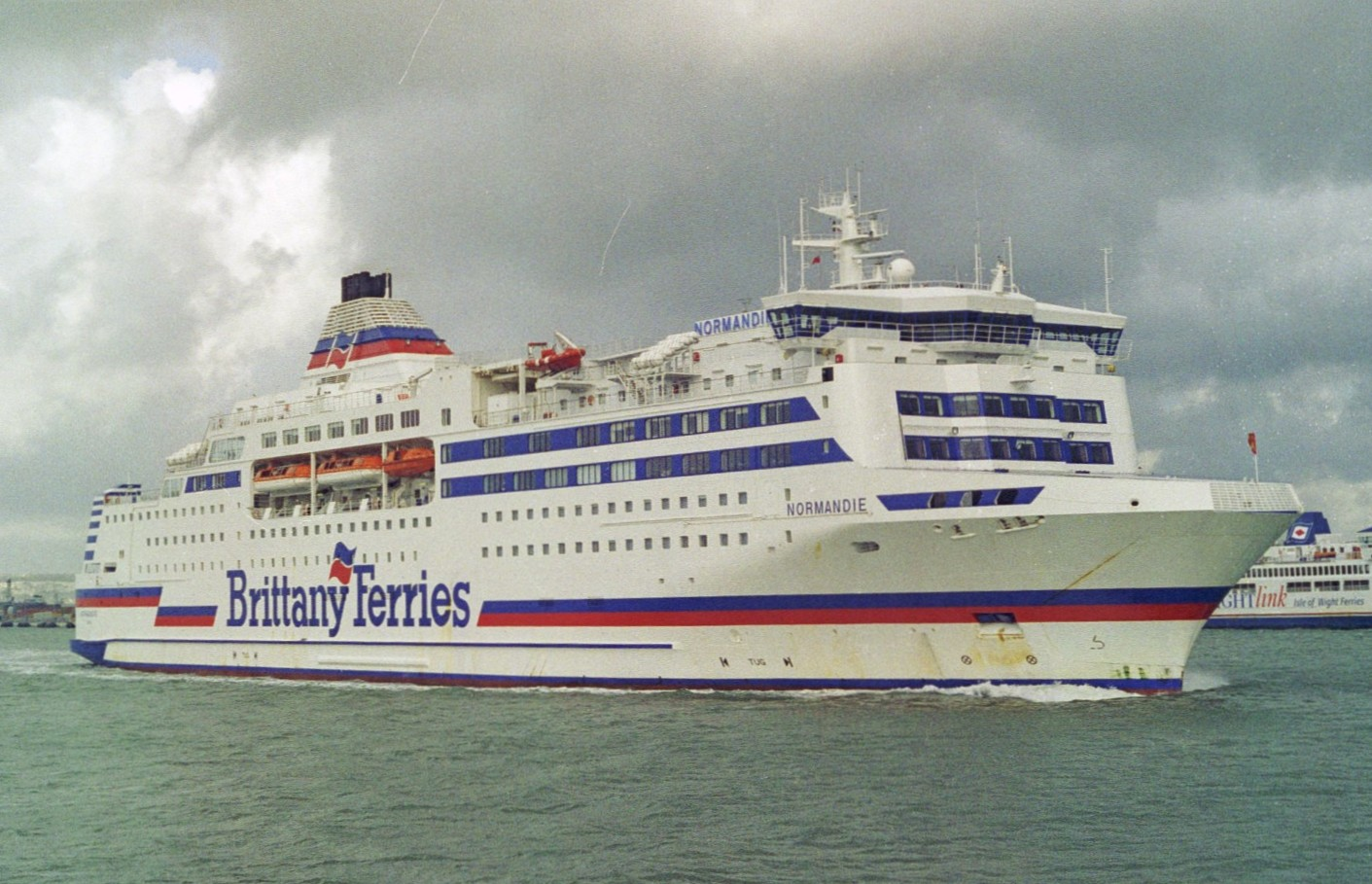
Il Normandie in navigazione nel 2000.

Da febbraio a marzo 2006 rimane fermo in cantiere a Danzica per lavori di ammodernamento e manutenzione ordinaria.
Con l'imminente entrata in servizio della nuova unità Guillaume de Normandie, il 7 novembre 2024 ne viene annunciata la cessione a La Méridionale, continuando tuttavia ad operare per Brittany Ferries fino all'entrata in servizio di quest'ultimo nell'aprile del 2025, quando verrà consegnato al nuovo armatore e ribattezzato Massalia e da giugno 2025 prenderà servizio sulla Marsiglia-Tangeri.
Il 18 aprile esegue la sua ultima traversata tra Portsmouth e Ouistreham, al termine della quale viene disarmato nel porto francese, venendo sostituito sulla propria rotta dal Guillaume de Normandie. La sera stessa viene trasferito a Cherbourg, dove giunge il 19 aprile e dove viene preparato alla consegna al nuovo armatore. Nei giorni successivi viene rimossa la livrea Brittany Ferries e, consegnato a La Méridionale, viene ribattezzato Massalia.
La sera del 28 aprile salpa da Cherbourg per Marsiglia, dove, una volta arrivato il 4 maggio, viene trasferito in cantiere.
Il 6 giugno 2025 viene trasferito da Marsiglia a Fos-sur-Mer, dove carico alcune auto a noleggio, e salpa la sera stessa per Bastia, dove giunge la mattina seguente. Successivamente fa ritorno a Fos-sur-Mer, dove giunge il mattino seguente.
Il 12 giugno 2025 prende servizio nei collegamenti tra Marsiglia e Tangeri Med in sostituzione del Kalliste.